# Ana Cannas da Silva
Ana Cannas da Silva (1968) é uma matemática portuguesa que faz pesquisa em geometria.

## Obras Selecionadas
É autora e co-autora de: 
- 1999 - Geometric models of noncommutative algebra, co-autor Alan Weinstein, American Mathematical Society, ISBN 978-0-8218-0952-5 [4]
- 2001 - Lectures on symplectic geometry, Springer Verlag, re-editado em 2008, ISBN 978-3-540-45330-7 [5]

- 2003 - Symplectic geometry of integrable Hamiltonian systems, co-autores Michèle Audin, Eugene Lerman, ISBN 978-3-0348-8071-8 [6]
- 2008 - Introduction to symplectic and Hamiltonian geometry, Publ. IMPA, Rio de Janeiro, ISBN 9788524401954 [7]
- 2005 - Symplectic Geometry, capítulo do livro Handbook of Differential Geometry, Elsevier, ISBN 978-0-444-52052-4 [8]
- 2016 - Simetria passo a passo: calçadas de Portugal, Clube do Colecionador dos Correios, 978-972-8968-79-3 [9]

## Reconhecimento
Em 2009, foi distinguida com o Prémio José Carlos Belchior, atribuído pela Associação de Antigos Alunos do Colégio São João de Brito (Lisboa). 

A associação de estudantes da VSETH, distinguiu-a com a Golden Owl em 2016, por ensinar excepcionalmente a matemática. 